# 1475 Yalta
1475 Yalta eller 1935 SM är en asteroid i huvudbältet, som upptäcktes den 21 september 1935 av den ryska astronomen Pelageja Sjajn vid Simeizobservatoriet på Krim. Den har fått sitt namn efter staden Jalta på Krimhalvön i Svarta havet.